# Silene fenzlii
Silene fenzlii är en nejlikväxtart som beskrevs av Pierre Edmond Boissier och Bal. Silene fenzlii ingår i släktet glimmar, och familjen nejlikväxter. Inga underarter finns listade i Catalogue of Life.